# Hermanas de Santa Isabel
La Congregación de Hermanas de Santa Isabel (oficialmente en latín: Congregatio Sororum a Sancta Elisabeth) es un instituto religioso católico femenino, de vida apostólica y de derecho pontificio, fundado en 1842 por un grupo de mujeres polacas, a la cabeza de Maria Merkert, en Nysa. A las religiosas de este instituto se les conoce como hermanas isabelinas y posponen a sus nombres las siglas  C.S.S.E.

## Historia

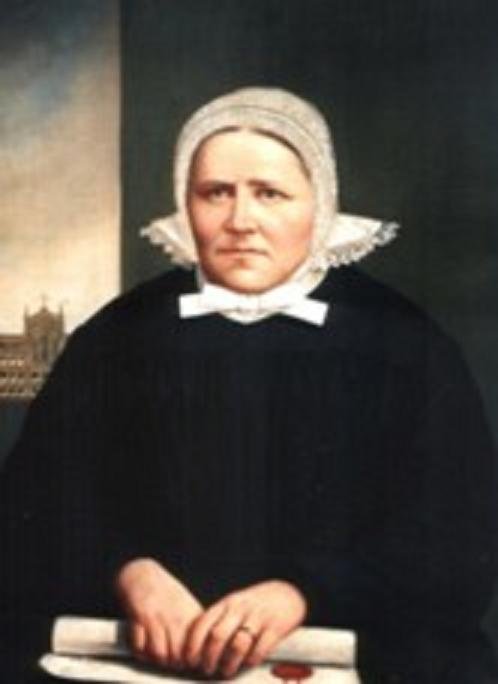
Maria Merkert (1817-1872), fundadora de la congregación, es venerada como beata en la Iglesia católica.

La congregación fue fundada por cuatro religiosas polacas: Klara Wolf, Francizka Werner, Mathilde y Maria Merkert, con la ayuda de su director espiritual, Franz Xaver Fischer, en Nysa, el 27 de septiembre de 1842. Las cuatro realizaron su noviciado en las Hermanas de la Caridad de San Carlos de Praga. El 19 de noviembre de 1850, profesaron sus votos y regresaron a Nysa para dedicarse a la asistencia domiciliaria de enfermos. Nombraron a Merkert como la primera superiora general. El instituto fue aprobado por Heinrich Ernst Karl Förster, obispo de Breslavia, el 4 de septiembre de 1859, como congregación religiosa de derecho diocesano. El 7 de junio de 1871, la congregación recibió la aprobación pontificia, mediante decretum laudis del papa Pío IX.

## Organización
La Congregación de Hermanas de Santa Isabel es un instituto religioso de derecho pontificio y centralizado, cuyo gobierno es ejercido por una superiora general. La sede central se encuentra en Roma (Italia).
Las hermanas isabelinas se dedican a la misión entre los pobres, la atención de los enfermos y marginados y la educación cristiana de los jóvenes y adultos. En 2017, el instituto contaba con 1.269 religiosas y 180 comunidades, presentes en Alemania, Bolivia, Brasil, Dinamarca, Georgia, Israel, Kazajistán, Lituania, Noruega, Polonia, Paraguay, República Checa, Rusia, Suecia y Ucrania.